# HD 20176
HD 20176，又名CD-30 1238，SAO 168397、HR 974，是一颗恒星，视星等为6.16，位于銀經226.36，銀緯-58.76，其B1900.0坐标为赤經3h 9m 27.6s，赤緯-30° -58.76′ 39″。